# Ferdinando Bernualdo Filippo Orsini d'Aragona
Ferdinando Bernualdo Filippo Orsini d'Aragona (Solofra, 1º giugno 1685 – Roma, 4 gennaio 1734) è stato un principe italiano.

## Biografia
Dopo una prima infanzia trascorsa tra Napoli ed il feudo di Solofra dove era nato nel 1685, Ferdinando Bernualdo Filippo Orsini d'Aragona ereditò alla morte del padre i titoli di famiglia e gli succedette come capo della famiglia Orsini dei duchi di Gravina nel 1705. Inseritosi da subito nella politica del regno di Napoli, sfruttò l'influente figura della moglie, Marie Anne de la Trémoille (già vedova di Flavio, ultimo duca di Bracciano), la quale era cameriera maggiore della regina Maria Luisa di Spagna, forse nella speranza di ottenere il grandato di Spagna. Tuttavia, nel 1707, fu tra i primi nobili napoletani ad appoggiare la conquista del regno da parte delle truppe di Carlo d'Austria, proponendosi di rifornirle di vettovaglie. Fu quindi l'arciduca d'Austria a concedere a Ferdinando il titolo di grande di Spagna di I classe e lo riconobbe inoltre come erede universale dei beni dei duchi di Bracciano suoi parenti.
Il 29 gennaio del 1711, Ferdinando sposò Giovanna Caracciolo dei principi di Torella, nipote di Marino Caracciolo, principe di Avellino ed ambasciatore di Carlo d'Austria presso lo Stato Pontificio. In occasione delle loro nozze venne pubblicata una raccolta di poesie tra i cui autori figurava anche Giovanni Battista Vico. Giovanna morì di parto appena quattro anni dopo e quindi, il 30 aprile 1718, l'Orsini si risposò con la principessa romana Giacinta Ruspoli Marescotti, imparentata col cardinale Lorenzo Corsini. Questo matrimonio era destinato a consolidare la posizione degli Orsini a Roma che da più parti era stata minacciata, innanzitutto perché erano una casata prevalentemente legata al regno meridionale e poi perché altre nobili famiglie vi si opponevano, come ad esempio i Colonna che avevano grande influenza su papa Clemente XI.
Più complessa si presentò la questione del patrimonio dei duchi di Bracciano: da quando la casata degli Orsini di Bracciano era entrata in crisi alla fine del Seicento, una serie di vendite per debiti avevano smembrato questo patrimonio e lo avevano consegnato ad altre nobili famiglie romane, mentre gli ultimi beni rimasti erano stati lasciati in usufrutto dall'ultimo duca alla moglie. Consigliato dai propri legali a Roma, Ferdinando aveva cercato di perorare i propri antichi diritti su quei feudi presso la Sacra Rota, ma la causa per quanto avviata giaceva da anni in stallo.
Il matrimonio con Giacinta Ruspoli Marescotti si rivelò ben presto un fallimento: nel 1723 la principessa decise di abbandonare definitivamente il marito e fece ritorno stabilmente a Roma. Fu solo l'elezione del cardinale Vincenzo Maria Orsini al soglio pontificio col nome di Benedetto XIII a riconciliare la coppia: questi, zio di Ferdinando, riuscì a convincere il nipote a tornare a risiedere a Roma per consolidare la propria influenza e riconciliarsi nel contempo con la moglie.
Nel 1724, Benedetto XIII legittimò i duchi di Gravina come eredi dei duchi di Bracciano nel titolo di principi del Sacro Soglio e gli concesse il titolo di principe di Roccagorga. Anche il papa ad ogni modo poté fare ben poco di fronte alle vendite attuate dagli ultimi duchi di Bracciano e di conseguenza Ferdinando dovette ben presto realizzare che non vi erano speranze per il recupero di quel patrimonio. Dato che la situazione con la moglie non era migliorata, nel 1725 decise di fare ritorno a Napoli, dove cercò senza successo di ottenere il Toson d'oro, stante la sua condizione di "separato".
Dopo aver acquistato nel 1729 a Roma il palazzo a Monte Savello come nuova sede della famiglia, cercò senza successo di inserirsi nella politica del regno di Napoli avviando dal 1731 un iter per ottenere la carica di reggente del Consiglio collaterale (l'organo amministrativo presieduto dal viceré per il controllo del regno), dichiarandosi disposto anche a sborsare 20.000 fiorini per l'imperatore ed altri 5000 per il marchese di Rialp, ma le sue richieste non vennero comunque esaudite perché mancava delle competenze giuridiche necessarie per avere accesso a tale posizione. Tentò quindi di inserirsi nella suprema corte di giustizia di Napoli dove offrì 40.000 fiorini per una carica, ma anche in questo caso questa gli fu rigettata e con le medesime condizioni. Questa sua continua ricerca di una posizione amministrativa all'interno del regno di Napoli fu indubbiamente un chiaro sintomo di quell'emarginazione che l'aristocrazia napoletana visse durante il periodo di reggenza austriaco.
Morì a Napoli il 4 gennaio del 1734.

## Discendenza
Dalla prima moglie donna Giovanna Caracciolo (8 ottobre 1689 - di parto 25 febbraio 1715), figlia di don Giuseppe III Principe di Torella e di donna Francesca Caracciolo dei Principi di Avellino, ebbe un unico figlio, nato morto.
Dalla seconda moglie donna Giacinta Marescotti Ruspoli (16 febbraio 1699 - 14 novembre 1757), figlia di don Francesco, I Principe di Cerveteri, e di donna Isabella Cesi dei Duchi di Acquasparta, ebbe due figli:
- Domenico (5 giugno 1719 - 10 gennaio 1789), che gli succedette
- Benedetto (21 marzo 1726[3] - prima del 1734)

## Albero genealogico
|                                                                   |                  |                                                  | Genitori                                           |  |  | Nonni |  |  | Bisnonni                                   |  |  | Trisnonni                            |  |
|                                                                   |                  |                                                  |                                                    |  |  |       |  |  | Pietro Francesco Orsini, X duca di Gravina |  |  | Ostilio Orsini, I signore di Solofra |  |
|                                                                   |                  |                                                  |                                                    |  |  |       |  |  | Pietro Francesco Orsini, X duca di Gravina |  |  | Ostilio Orsini, I signore di Solofra |  |
|                                                                   |                  | Diana del Tufo                                   |                                                    |  |  |       |  |  | Pietro Francesco Orsini, X duca di Gravina |  |  |                                      |  |
| Ferdinando Orsini, XI duca di Gravina                             |                  |                                                  |                                                    |  |  |       |  |  | Pietro Francesco Orsini, X duca di Gravina |  |  |                                      |  |
|                                                                   |                  | Dorotea Orsini                                   | Flaminio Orsini                                    |  |  |       |  |  |                                            |  |  |                                      |  |
|                                                                   |                  | Dorotea Orsini                                   | Flaminio Orsini                                    |  |  |       |  |  |                                            |  |  |                                      |  |
|                                                                   |                  | Dorotea Orsini                                   | Aurelia di Capua                                   |  |  |       |  |  |                                            |  |  |                                      |  |
| Domenico I Orsini d'Aragona, XIII duca di Gravina                 |                  | Dorotea Orsini                                   |                                                    |  |  |       |  |  |                                            |  |  |                                      |  |
|                                                                   |                  | Carlo Frangipani della Tolfa                     | …                                                  |  |  |       |  |  |                                            |  |  |                                      |  |
|                                                                   |                  | Carlo Frangipani della Tolfa                     | …                                                  |  |  |       |  |  |                                            |  |  |                                      |  |
|                                                                   |                  | Carlo Frangipani della Tolfa                     | …                                                  |  |  |       |  |  |                                            |  |  |                                      |  |
| Giovanna Frangipani della Tolfa                                   |                  | Carlo Frangipani della Tolfa                     |                                                    |  |  |       |  |  |                                            |  |  |                                      |  |
|                                                                   |                  | Flavia del Tufo                                  | …                                                  |  |  |       |  |  |                                            |  |  |                                      |  |
|                                                                   |                  | Flavia del Tufo                                  | …                                                  |  |  |       |  |  |                                            |  |  |                                      |  |
|                                                                   |                  | Flavia del Tufo                                  | …                                                  |  |  |       |  |  |                                            |  |  |                                      |  |
| Ferdinando Bernualdo Filippo Orsini d'Aragona, XV duca di Gravina |                  | Flavia del Tufo                                  |                                                    |  |  |       |  |  |                                            |  |  |                                      |  |
|                                                                   | Antonio di Tocco | Leonardo V di Tocco                              |                                                    |  |  |       |  |  |                                            |  |  |                                      |  |
|                                                                   | Antonio di Tocco | Leonardo V di Tocco                              |                                                    |  |  |       |  |  |                                            |  |  |                                      |  |
|                                                                   | Antonio di Tocco | Francesca Pignatelli                             |                                                    |  |  |       |  |  |                                            |  |  |                                      |  |
| Leonardo VI di Tocco                                              | Antonio di Tocco |                                                  |                                                    |  |  |       |  |  |                                            |  |  |                                      |  |
|                                                                   |                  | Porzia di Tocco                                  | Carlo di Tocco                                     |  |  |       |  |  |                                            |  |  |                                      |  |
|                                                                   |                  | Porzia di Tocco                                  | Carlo di Tocco                                     |  |  |       |  |  |                                            |  |  |                                      |  |
|                                                                   |                  | Porzia di Tocco                                  | Ippolita Caracciolo                                |  |  |       |  |  |                                            |  |  |                                      |  |
| Ippolita di Tocco                                                 |                  | Porzia di Tocco                                  |                                                    |  |  |       |  |  |                                            |  |  |                                      |  |
|                                                                   |                  | Giovanni Ventimiglia, IV principe di Castelbuono | Francesco Ventimiglia, III principe di Castelbuono |  |  |       |  |  |                                            |  |  |                                      |  |
|                                                                   |                  | Giovanni Ventimiglia, IV principe di Castelbuono | Francesco Ventimiglia, III principe di Castelbuono |  |  |       |  |  |                                            |  |  |                                      |  |
|                                                                   |                  | Giovanni Ventimiglia, IV principe di Castelbuono | Maria Spadafora                                    |  |  |       |  |  |                                            |  |  |                                      |  |
| Beatrice Ventimiglia                                              |                  | Giovanni Ventimiglia, IV principe di Castelbuono |                                                    |  |  |       |  |  |                                            |  |  |                                      |  |
|                                                                   |                  | Felice Marchese                                  | Blasco Marchese                                    |  |  |       |  |  |                                            |  |  |                                      |  |
|                                                                   |                  | Felice Marchese                                  | Blasco Marchese                                    |  |  |       |  |  |                                            |  |  |                                      |  |
|                                                                   |                  | Felice Marchese                                  | Laura Valdina                                      |  |  |       |  |  |                                            |  |  |                                      |  |
|                                                                   |                  | Felice Marchese                                  |                                                    |  |  |       |  |  |                                            |  |  |                                      |  |